# Cortachy
Cortachy ist ein Dorf in der schottischen Council Area Angus und liegt vier Meilen nördlich von Kirriemuir. In der Nähe befindet sich Cortachy Castle, Sitz des Earl of Airlie.